# Atletiek op de Olympische Zomerspelen 2012 – 100 meter vrouwen
De 100 meter vrouwen op de Olympische Zomerspelen 2012 in Londen vond plaats op vrijdag 3 augustus (series) en zaterdag 4 augustus 2012 (halve finales en finale). Regerend olympisch kampioene was Shelly-Ann Fraser uit Jamaica, die haar titel wist te prolongeren.

## Records
Voorafgaand aan het toernooi waren dit het wereldrecord en het olympisch record.
| Wereldrecord     | Florence Griffith-Joyner | 10,49 | Indianapolis | 16 juli 1988      |
| Olympisch record | Florence Griffith-Joyner | 10,62 | Seoel        | 24 september 1988 |

## Uitslagen
Legenda:

Q - Gekwalificeerd door eindplaats

q - Gekwalificeerd door eindtijd

SR - Beste tijd gelopen in seizoen voor atleet

PR - Persoonlijk record atleet

NR - Nationaal record van atleet

OR - Olympisch record

WR - Wereldrecord

### Voorrondes
Kwalificatieregels: 
1. De twee snelste van elke heat kwalificeerden zich rechtstreeks voor de series series.
2. Van de overgebleven atleten gaan de twee snelste ook door naar de series.

#### Heat 1
| Rang | Atlete           | Land | Tijd           | Opmerkingen |
| ---- | ---------------- | ---- | -------------- | ----------- |
| 1    | Feta Ahamada     | COM  | 11,81          | Q           |
| 2    | Dana Abdul Razak | IRQ  | 11,91          | Q           |
| 3    | Bamab Napo       | TOG  | 12,24          | q, PR       |
| 4    | Chauzje Choosha  | ZAM  | 12,29          | PR          |
| 5    | Afa Ismail       | MDV  | 12,52          | PR          |
| 6    | Rima Taha        | JOR  | 12,66          | PR          |
| 7    | Aissata Toure    | GUI  | 13,25          |             |
| 8    | Kaingaue David   | KIR  | 13,61          | PR          |
|      |                  |      | Wind: +0,9 m/s |             |

#### Heat 2
| Rang | Atlete                  | Land | Tijd           | Opmerkingen |
| ---- | ----------------------- | ---- | -------------- | ----------- |
| 1    | Delphine Atangana       | CMR  | 11,71          | Q           |
| 2    | Kaina Martinez          | BIZ  | 11,81          | Q           |
| 3    | Diane Borg              | MLT  | 12,00          | q           |
| 4    | Shinoona Salah Al-Habsi | OMA  | 12,45          |             |
| 5    | Cristina Llovera        | AND  | 12,78          |             |
| 6    | Nafissa Souleymane      | NIG  | 12,81          |             |
| 7    | Asenate Manoa           | TUV  | 13,48          | NR          |
| 8    | Fatima Sulaiman Dahman  | YEM  | 13,95          |             |
|      |                         |      | Wind: -0,2 m/s |             |

#### Heat 3
| Rang | Atlete                | Land | Tijd           | Opmerkingen |
| ---- | --------------------- | ---- | -------------- | ----------- |
| 1    | Lorene Bazolo         | CGO  | 11,87          | Q           |
| 2    | Fong Yee Pui          | HKG  | 12,02          | Q           |
| 3    | Patricia Taea         | COK  | 12,47          | SR          |
| 4    | Maysa Rejepova        | TKM  | 12,80          | PR          |
| 5    | Pauline Kwalea        | SOL  | 12,90          | PR          |
| 6    | Laenly Phoutthavong   | LAO  | 13,15          |             |
| 7    | Ruby Joy Gabriel      | PLW  | 13,34          |             |
| n/a  | Noor Hussain Al-Malki | QAT  | n/a            | DNF         |
|      |                       |      | Wind: +0,2 m/s |             |

#### Heat 4
| Rang | Atlete            | Land | Tijd           | Opmerkingen |
| ---- | ----------------- | ---- | -------------- | ----------- |
| 1    | Toea Wisil        | PNG  | 11,60          | Q           |
| 2    | Saruba Colley     | GAM  | 12,21          | Q           |
| 3    | Martina Pretelli  | SMR  | 12,41          |             |
| 4    | Lidiane Lopes     | CPV  | 12,72          |             |
| 5    | Hala Gezah        | LBA  | 13,24          |             |
| 6    | Pramila Rijal     | NEP  | 13,33          |             |
| 7    | Janice Alatoa     | VAN  | 13,60          |             |
| 8    | Mihter Wendolin   | FSM  | 13,67          |             |
| 9    | Tahmina Kohistani | AFG  | 14,42          | PR          |
|      |                   |      | Wind: -1,6 m/s |             |

### Series
Kwalificatieregels:
1. De drie snelste van elke heat kwalificeerden zich rechtstreeks voor de halve finales.
2. Van de overgebleven atleten gaan de 3 snelste ook nog door naar de halve finales.

#### Heat 1
| Rang | Atlete                 | Land | Tijd           | Opmerkingen |
| ---- | ---------------------- | ---- | -------------- | ----------- |
| 1    | Kelly-Ann Baptiste     | TRI  | 10,96          | Q           |
| 2    | Myriam Soumaré         | FRA  | 11,07          | Q, PR       |
| 3    | Verena Sailer          | GER  | 11,12          | Q           |
| 4    | Ezinne Okparaebo       | NOR  | 11,14          | q, NR       |
| 5    | Kateřina Čechová       | CZE  | 11,43          |             |
| 6    | Kerri-Ann Mitchell     | CAN  | 11,49          |             |
| 7    | Tahesia Harrigan-Scott | IVB  | 11,59          | SR          |
| 8    | Fong Yee Pui           | HKG  | 11,98          |             |
|      |                        |      | Wind: +0,4 m/s |             |

#### Heat 2
| Rang | Atlete            | Land | Tijd           | Opmerkingen |
| ---- | ----------------- | ---- | -------------- | ----------- |
| 1    | Carmelita Jeter   | USA  | 10,83          | Q           |
| 2    | Olga Bludova      | KAZ  | 11,41          | Q           |
| 3    | Sheniqua Ferguson | BAH  | 11,35          | Q           |
| 4    | Olga Belkina      | RUS  | 11,38          |             |
| 5    | Anyika Onuora     | GBR  | 11,41          |             |
| 6    | Marta Jeschke     | POL  | 11,42          | SR          |
| 7    | Yuliya Balykina   | BLR  | 11,70          |             |
| 8    | Diane Borg        | MLT  | 11,92          | SR          |
|      |                   |      | Wind: +1,5 m/s |             |

#### Heat 3
| Rang | Atlete                  | Land | Tijd           | Opmerkingen |
| ---- | ----------------------- | ---- | -------------- | ----------- |
| 1    | Veronica Campbell-Brown | JAM  | 10,94          | Q           |
| 2    | Ivet Lalova             | BUL  | 11,06          | Q, SB       |
| 3    | Gloria Asumnu           | NGR  | 11,13          | Q, SR       |
| 4    | Lina Grinčikaitė        | LTU  | 11,19          | q, NR       |
| 5    | Abiodun Oyepitan        | GBR  | 11,22          | q           |
| 6    | Phobay Kutu-Akoi        | LBR  | 11,52          |             |
| 7    | Yomara Hinestroza       | COL  | 11,56          | SR          |
| 8    | Saruba Colley           | GAM  | 12,06          | NR          |
|      |                         |      | Wind: +1,5 m/s |             |

#### Heat 4
| Rang | Atlete            | Land | Tijd           | Opmerkingen |
| ---- | ----------------- | ---- | -------------- | ----------- |
| 1    | Blessing Okagbare | NGR  | 10,93          | Q, PR       |
| 2    | Tianna Madison    | USA  | 10,97          | Q           |
| 3    | Michelle-Lee Ahye | TRI  | 11,38          | Q           |
| 4    | Tatjana Pinto     | GER  | 11,39          |             |
| 5    | Andreea Ogrăzeanu | ROU  | 11,44          |             |
| 6    | Nimet Karakus     | TUR  | 11,62          |             |
| 7    | Feta Ahamada      | COM  | 11,86          |             |
| 8    | Lorene Bazolo     | CGO  | 11,90          |             |
|      |                   |      | Wind: +0,7 m/s |             |

#### Heat 5
| Rang | Atlete            | Land | Tijd           | Opmerkingen |
| ---- | ----------------- | ---- | -------------- | ----------- |
| 1    | Allyson Felix     | USA  | 11,01          | Q           |
| 2    | Rosângela Santos  | BRA  | 11,07          | Q           |
| 3    | Ruddy Zang Milama | GAB  | 11,14          | Q           |
| 4    | Toea Wisil        | PNG  | 11,37          |             |
| 5    | Allison Peter     | ISV  | 11,41          |             |
| 5    | Véronique Mang    | FRA  | 11,41          |             |
| 5    | Chisato Fukushima | JPN  | 11,41          |             |
| 8    | Dana Abdul Razak  | IRQ  | 11,81          |             |
|      |                   |      | Wind: +2,2 m/s |             |

#### Heat 6
| Rang | Atlete                   | Land | Tijd           | Opmerkingen |
| ---- | ------------------------ | ---- | -------------- | ----------- |
| 1    | Shelly-Ann Fraser-Pryce  | JAM  | 11,00          | Q           |
| 2    | Semoy Hackett            | TRI  | 11,04          | Q, PR       |
| 3    | Olesya Povh              | UKR  | 11,18          | Q           |
| 4    | Guzel Khubbieva          | UZB  | 11,22          | SB          |
| 5    | Debbie Ferguson-McKenzie | BAH  | 11,32          |             |
| 6    | Melissa Breen            | AUS  | 11,34          |             |
| 7    | Wei Yongli               | CHN  | 11,48          |             |
| 8    | Bamab Napo               | TOG  | 12,35          |             |
|      |                          |      | Wind: +1,5 m/s |             |

#### Heat 7
Wind: +1,3 m/s
| Rang | Atlete                 | Land | Tijd  | Opmerkingen |
| ---- | ---------------------- | ---- | ----- | ----------- |
| 1    | Murielle Ahouré        | CIV  | 10,99 | Q, NR       |
| 2    | LaVerne Jones-Ferrette | ISV  | 11,07 | Q, NR       |
| 3    | Kerron Stewart         | JAM  | 11,08 | Q           |
| 4    | Oludamola Osayomi      | NGR  | 11,36 |             |
| 5    | Nataliya Pohrebnyak    | UKR  | 11,46 |             |
| 6    | Maria Belibasaki       | GRE  | 11,63 |             |
| 7    | Delphine Atangana      | CMR  | 11,82 |             |
| 8    | Kaina Martinez         | BIZ  | 11,89 |             |

### Halve finale
Kwalificatieregels:
1. De snelste twee atleten van elke heat gaan rechtstreeks door naar de finale.
2. Van de overige atleten gaan de twee snelste ook door naar de finale.

#### Heat 1
| Rang | Atlete                  | Land | Tijd          | Opmerkingen |
| ---- | ----------------------- | ---- | ------------- | ----------- |
| 1    | Carmelita Jeter         | USA  | 10,83         | Q           |
| 2    | Veronica Campbell-Brown | JAM  | 10,89         | Q           |
| 3    | Rosângela Santos        | BRA  | 11,17         | PR          |
| 4    | LaVerne Jones-Ferrette  | ISV  | 11,22         |             |
| 5    | Semoy Hackett           | TRI  | 11,26         |             |
| 6    | Olesya Povh             | UKR  | 11,30         |             |
| 7    | Ruddy Zang Milama       | GAB  | 11,31         |             |
| 8    | Abiodun Oyepitan        | GBR  | 11,36         |             |
|      |                         |      | Wind: 0,0 m/s |             |

#### Heat 2
| Rang | Atlete                  | Land | Tijd           | Opmerkingen |
| ---- | ----------------------- | ---- | -------------- | ----------- |
| 1    | Shelly-Ann Fraser-Pryce | JAM  | 10,85          | Q           |
| 2    | Allyson Felix           | USA  | 10,94          | Q           |
| 3    | Kelly-Ann Baptiste      | TRI  | 11,00          | q           |
| 4    | Ezinne Okparaebo        | NOR  | 11,10          | NR          |
| 5    | Gloria Asumnu           | NGR  | 11,21          |             |
| 6    | Ivet Lalova             | BUL  | 11,31          |             |
| 7    | Sheniqua Ferguson       | BAH  | 11,32          |             |
| 8    | Olga Bludova            | KAZ  | 11,39          |             |
|      |                         |      | Wind: +1,2 m/s |             |

#### Heat 3
| Rang | Atlete            | Land | Tijd           | Opmerkingen |
| ---- | ----------------- | ---- | -------------- | ----------- |
| 1    | Tianna Madison    | USA  | 10,92          | Q           |
| 1    | Blessing Okagbare | NGR  | 10,92          | Q           |
| 3    | Murielle Ahouré   | CIV  | 11,01          | q           |
| 4    | Kerron Stewart    | JAM  | 11,04          |             |
| 5    | Myriam Soumaré    | FRA  | 11,13          |             |
| 6    | Verena Sailer     | GER  | 11,25          |             |
| 7    | Lina Grincikaité  | LTU  | 11,30          |             |
| 8    | Michelle-Lee Ahye | TRI  | 11,32          |             |
|      |                   |      | Wind: +1,0 m/s |             |

### Finale
| Rang   | Baan | Atlete                  | Land           | Resultaat | Opmerking |
| ------ | ---- | ----------------------- | -------------- | --------- | --------- |
| Goud   | 7    | Shelly-Ann Fraser-Pryce | JAM            | 10,75     |           |
| Zilver | 5    | Carmelita Jeter         | USA            | 10,78     | SR        |
| Brons  | 4    | Veronica Campbell-Brown | JAM            | 10,81     | SR        |
| 4      | 9    | Tianna Madison          | USA            | 10,85     | PR        |
| 5      | 8    | Allyson Felix           | USA            | 10,89     | PR        |
| 6      | 2    | Kelly-Ann Baptiste      | TRI            | 10,94     |           |
| 7      | 3    | Murielle Ahouré         | CIV            | 11,00     |           |
| 8      | 6    | Blessing Okagbare       | NGR            | 11,01     |           |
|        |      |                         | Wind: +1,5 m/s |           |           |